# Per-Olof Nyström
Per-Olof Edvard Nyström, signaturen PON, född 21 mars 1925 i Helsingfors, död där 28 juni 1996, var en finländsk tecknare och reklamkonstnär. 
Nyström anställdes 1948 vid det av Per Henrik Taucher grundade Taucher Reklam Ab, där han 1961 blev konstnärlig chef och avgick med pension 1988. Från 1961 verkade han även som frilansmedarbetare vid Hufvudstadsbladet och efterträdde 1967 Henrik Tikkanen som så kallade dagbokstecknare (boken 100 klipp ur vår dagbok, med text av Benedict Zilliacus och teckningar av PON utkom 1977 och i ny upplaga 2002) och illustratör av politiska ledare. Vid sidan av sin verksamhet som reklamtecknare, grafisk formgivare av bland annat affischer, bokomslag och logotyper och träffsäker tidningstecknare, framträdde Nyström även som fri konstnär. Hans lekfullhet och humor framträdde även i hans teckningar och målningar som bland annat avslöjade stark påverkan av till exempel Paul Klees konst. 
En inspirationskälla för Nyström och hans bildkonst var i hög grad skärgården och inte minst Korpo. Många företag och institutioner, vid sidan av Hufvudstadsbladet bland annat Amos Andersons konstmuseum, Artek, Samfundet Folkhälsan, Helsingin Sanomat, Paulig, Sinebrychoffs bryggeri, Svenska Teatern och Tilgmann, utnyttjade hans utsökta grafiska konstnärskap för sina trycksaker, affischer och övriga reklam. I början av 1950-talet ritade Nyström tyger för Printex, en föregångare till Marimekko. Han var också konstnären bakom Reklam-TV:s ursprungliga uggla, som senare undergått grafiska omarbetningar. Han föreläste i olika sammanhang om reklamgrafik och visuell kommunikation. Han tilldelades Pro Finlandia-medaljen 1970.
Efter Nyströms död har tre minnesutställningar hållits: en affischutställning i Lahtis konstmuseum 2000, en annan mindre i Nagu och 2002 arrangerade Pro Artibus vandringsutställningen Den imPONerande bildmakaren med teckningar.